# Къркария
Къркария (среща се и като Каркария) е планински рид в северната част на Западните Родопи, между долините на реките Чепинска и Стара река (десни притоци на Марица), на територията на Област Пазарджик.
Ридът има форма на изпъкнала на север дъга с дължина около 25 км и ширина 7 – 10 км. На запад и югоизток дълбоките каньоновидни долини на реките Чепинска и Стара го отделят съответно от ридовете Алабак и Равногор, а на юг долината на река Мътница – от Баташка планина. Освен това на юг склоновете на рида постепенно потъват в Баташката и Чепинската котловина. На изток чрез ниска седловина висока 499 м, разположена северно от град Пещера се свързва с ниските Бесапарски ридове, а на север склоновете му се спускат стръмно към Горнотракийската низина.
Билото на рида е плоско, разположено на 1400 – 1500 м н.в., над което стърчат единични заоблени върхове. Най-висока точка е връх Калчиш (1475 м), разположен на около 5 км североизточно от село Дорково. Южните склонове на рида, обърнати към Баташката и Чепинската котловина, са спокойни и полегати, а към долините на Чепинска и Стара река и Горнотракийската низина са стръмни, разседни и набраздени от дълбоки долове. Изграден е от гнайси. Гъсто обрасъл с иглолистни гори, на базата на които се развива дърводобивът.
В източната част на рида е разположено летовището „Св. Константин“, курортният комплекс „Ливадите“ и хижите „Добра вода“, „Снежанка“ и „Румен“, а северно от село Дорково – хижа „Цепина“. Над селото са и останките от средновековната крепост Цепина, а в северното подножие на рида, в близост до село Паталеница се намира Баткунският манастир.
В планината няма населени места, но по неговите подножия са разположени град Пещера и 6 села: Ветрен дол, Дебръщица, Дорково, Паталеница, Радилово и Црънча.
По западното и източното подножие на рида преминават участъци от 2 пътя от Държавната пътна мрежа:
- По източното му подножие, по долината на Стара река, от село Радилово до град Батак, на протежение от 22,1 км – участък от второкласен път № 37 Ябланица – Панагюрище – Пазарджик – Доспат – Барутин;
- По западното му подножие, по долината на Чепинска река, от село Варвара до Велинград, на протежение от 23,9 км – участък от второкласен път № 84 Звъничево – Велинград – Разлог.[1]

Успоредно на път № 84, по долината на Чепинска река преминава и част от трасето на теснопътната железопътна линия Септември-Добринище.

## Топографска карта
- Лист от карта K-35-61. Мащаб: 1 : 100 000.
- Лист от карта K-35-73. Мащаб: 1 : 100 000.